# 인스피어 마린시티
인스피어 마린시티(영어: INSPHERE MARINE CITY), (영어: Inspire Marine City)는 대한민국 부산광역시 해운대구 우동에 공사중인 건물이다. 2개동으로 구성된다. A동 높이는 245m이고 지상 53층, 지하 8층이다. B동 높이는 170m이고 지상 46층, 지하 8층이다. 높이, 층수가 다르다. 완공하면 마린시티에서 가장 높은 오피스 빌딩이 된다. 2025년에 착공하여 2031년에 완공된다.

## 역사
2000년 처음에 상업 시설이 개점했다. 2022년 홈플러스 해운대점 주변에 개발이 가능한다고 한다. 2023년 홈플러스 해운대 부지에 오피스 개발이 가능하다고 한다. 매각하고 폐점 세일을 했다. 9월 23일에 폐점 후 개발 계획을 한다. 업무용 오피스 빌딩 재건축할 예정이다. 업무용 빌딩이 2025년에 착공하였고 홈플러스 해운대점이 2026년에 착공한다. 업무용 빌딩이 2031년에 완공할 예정이다.

## 구성
인스피어 마린시티의 구성이다.
| 명칭 | 층수 | 높이 |
| ---- | ---- | ---- |
| A동  | 53층 | 245m |
| B동  | 46층 | 170m |

## 높이
높이는 A동 245m이고 B동 170m이다. 층수는 A동 53층이고 B동 46층이다. 높이와 층수가 다르다. 완공되면 마린시티에서 가장 높은 업무용 빌딩이 된다. 2031년에 들어서는 마린시티에서 가장 높은 업무용 빌딩이다. 마린시티에 처음에 들어서는 40층대, 50층대의 업무용 빌딩이다.

## 특징
높은 오피스의 특징이 있다. 마린시티에서 가장 높은 업무용 빌딩 A동과 B동이 연결된다. 오피스텔은 짓는다고 하는데 사실은 아니다. 2개동인 오피스 빌딩을 짓는것이다. 홈플러스 해운대점은 스페셜 매장으로 3번째로 폐점한 매장이 되었다고 한다. 업무용 빌딩이 완공되면 홈플러스가 재입점할 예정이다. 완공되면 마린시티에서 높은 업무용 빌딩이 된다.

## 내부 시설

### A동
| 층수                | 시설       |
| ------------------- | ---------- |
| 2층 ~ 53층          | 업무시설   |
| 1층                 | 로비       |
| 지하 8층 ~ 지하 1층 | 지하주차장 |

### B동
| 층수                | 시설       |
| ------------------- | ---------- |
| 2층 ~ 46층          | 업무시설   |
| 1층                 | 로비       |
| 지하 8층 ~ 지하 1층 | 지하주차장 |

## 같이 보기
- 대한민국의 마천루 목록
- 부산광역시의 마천루 목록